# Doktorzy honoris causa Wyższej Szkoły Rolniczej i Akademii Rolniczo-Technicznej w Olsztynie
Tytuł doktora honoris causa Wyższej Szkoły Rolniczej i Akademii Rolniczo-Technicznej w Olsztynie (zmiana nazwy uczelni nastąpiła w 1972) otrzymały następujące osoby:
- prof. Franciszek Staff – 1961, na wniosek Wydziału Rybackiego
- prof. Kazimierz Demel – maj 1963, na wniosek Wydziału Rybackiego
- prof. Bogdan Świętochowski – październik 1963, na wniosek Wydziału Rolniczego
- prof. Jan Tomaszewski – październik 1965, na wniosek Wydziału Rolniczego
- prof. Eugeniusz Pijanowski(inne języki) – październik 1972, na wniosek Wydziału Technologii Żywności
- prof. Czesław Kamela – 30 maja 1975, na wniosek Wydziału Geodezji i Urządzeń Rolnych
- prof. Eugeniusz Grabda – 30 maja 1975, na wniosek Wydziału Ochrony Wód i Rybactwa Śródlądowego
- prof. Włodzimierz Raczyński (ZSRR) – 6 listopada 1981, na wniosek Wydziału Rolniczego
- prof. Mieczysław Koter(inne języki) – 31 maja 1985, na wniosek Wydziału Rolniczego
- prof. Antoni Rutkowski – 7 lutego 1986, na wniosek Wydziału Technologii Żywności
- prof. Bohdan Dobrzański – 28 czerwca 1986, na wniosek Wydziału Rolniczego
- prof. Marek Urban – 23 stycznia 1988, na wniosek Wydziału Geodezji i Urządzeń Rolnych
- prof. Stanisław Bujak – 25 czerwca 1988, na wniosek Wydziału Technologii Żywności
- prof. Eugeniusz Domański – 14 października 1988, na wniosek Wydziału Zootechnicznego
- prof. Zygmunt Ewy – 14 października 1988, na wniosek Wydziału Zootechnicznego
- prof. Earl G. Hammond (USA) – 8 czerwca 1990, na wniosek Wydziału Technologii Żywności
- prof. Stanisław Nawrocki – 8 czerwca 1990, na wniosek Wydziału Rolniczego
- prof. Stefan Tarczyński – 1 października 1990, na wniosek Wydziału Weterynaryjnego
- prof. Eberhard Grünnert (RFN) – 1 października 1991, na wniosek Wydziału Weterynaryjnego
- prof. Hendrik Gerrlit Ligterink (Holandia) – 31 maja 1993, na wniosek Wydziału Geodezji i Urządzeń Rolniczych
- prof. Edmund Renner (Niemcy) – 1 października 1994, na wniosek Wydziału Technologii Żywności
- prof. Tadeusz Krzymowski – 21 października 1994, na wniosek Wydziału Zootechnicznego
- prof. Witold Niewiadomski – 12 października 1995, na wniosek Wydziału Rolniczego
- prof. Dietrich Schuermann (Holandia) – 15 czerwca 1996, na wniosek Wydziału Medycyny Weterynaryjnej
- prof. Istvan Joo (Węgry) – 8 listopada 1996, na wniosek Wydziału Geodezji i Gospodarki Przestrzennej
- prof. Czesław Lewicki – 29 listopada 1997, na wniosek Wydziału Zootechnicznego
- prof. Adam Mazanowski – 29 listopada 1997, na wniosek Wydziału Zootechnicznego
- prof. Michał Odlanicki-Poczobutt – 31 stycznia 1998, na wniosek Wydziału Geodezji i Gospodarki Przestrzennej
- prof. Roman Czuba – 17 października 1998, na wniosek Wydziału Rolnictwa i Kształtowania Środowiska
- prof. Bogdan Ney – 21 listopada 1998, na wniosek Wydziału Geodezji i Gospodarki Przestrzennej
- prof. Ian Williamson (Australia) – 21 listopada 1998, na wniosek Wydziału Geodezji i Gospodarki Przestrzennej
- prof. Marian Truszczyński – 6 marca 1999, na wniosek Wydziału Medycyny Weterynaryjnej
- prof. Teofil Mazur – 26 czerwca 1999, na wniosek Wydziału Rolnictwa i Kształtowania Środowiska
- prof. Henryk Okruszko(inne języki) – 26 czerwca 1999, na wniosek Wydziału Rolnictwa i Ochrony Środowiska